# Четвертий корпус УГА
Четвертий корпус (IV Корпус) — військове формування Української Галицької Армії у 1919 році.

## Історія
До корпусу мали належнати новосформовані за неповним штатом 12-та, 13-та, 15-та, 18-та Тернопільська та 21-ша Збаразька бригади. Четвертий корпус створено під час Чортківської офензиви, його бригади в оперативному плані підпорядковувалися Першому і Другому корпусам. Унаслідок польського наступу формування Четвертого корпусу не завершено; після переходу УГА за р. Збруч розформований, окремі бригади передані в підпорядкування іншим корпусам.

## Структура
До складу Четвертого корпусу мали входити:
- 12-та бригада (генерал А. Гембачів)
- 13-та бригада (сотник Т. Лесняк)
- 15-та бригада (отаман Р. Дудинський)
- 18-та Тернопільська бригада (сотник І. Цьокан)
- 21-ша Збаразька бригада (отаман Б. Шашкевич)

Під час Чортківської офензиви 18-та та 21-ша бригади оперативно підпорядковувалися I Корпусу, а 12-та бригада — II Корпусу.

## Командування
Командант — полковник Григорій Коссак, начальник штабу — сотник Еріх Штукгайль.